# セミホウボウ科
セミホウボウ科（セミホウボウか、学名：Dactylopteridae）は、ヨウジウオ目に所属する魚類の分類群の一つ。セミホウボウ亜目を構成する唯一の科で、セミホウボウなど2属7種が記載される。科名の由来は、ギリシア語の「daktylos（指）」と「pterygion（鰭）」から。

## 分布・生態
セミホウボウ科の魚類はすべて海水魚で、西部太平洋・インド洋から大西洋にかけての熱帯域に広く分布する。大西洋に分布するのはニシセミホウボウ（ニシセミホウボウ属）のみで、残る6種（セミホウボウ属）はインド太平洋に生息する。
本科は砂泥の海底で生活する底生魚のグループであり、沿岸から深海までその生息域は幅広い。食性は肉食性で、甲殻類など砂地に潜む無脊椎動物を主に捕食する。腹鰭を使って海底を歩くように移動するほか、本科魚類の特徴である大きな胸鰭を広げて海底直上を滑空するように遊泳する。舌顎骨を用いて発音することができる。
セミホウボウ類は英語で「Flying gurnard（空飛ぶホウボウ）」と呼ばれ、かつてはトビウオのように海面上を滑空できると信じられていた。しかし、実際には本科魚類が海底を離れることはほとんどなく、飛翔する姿が観察されたこともない。

## 形態

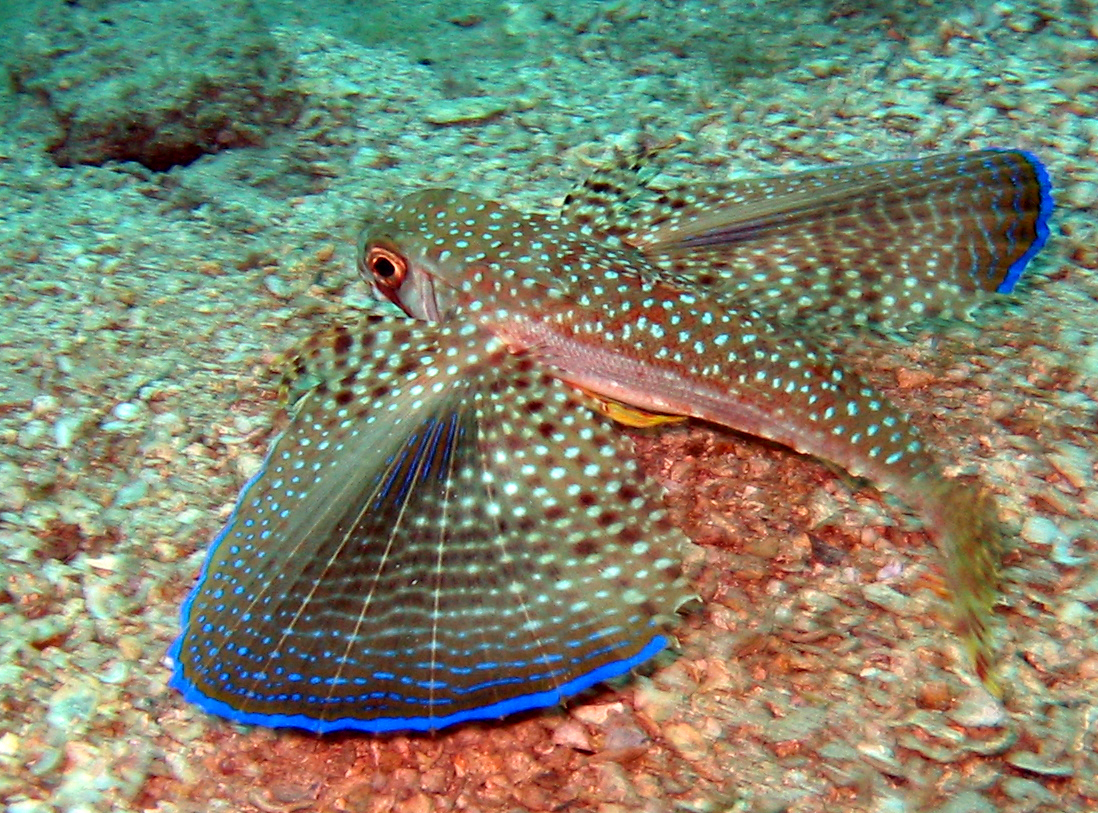
ニシセミホウボウ Dactylopterus volitans （ニシセミホウボウ属）。本科魚類はホウボウ科とよく似た外見をもつが、内部骨格を含む形態学的特徴はまったく異なっている

セミホウボウ科の仲間はやや上下に平たく縦扁した体をもち、最大で全長50cmほどに成長する。頭部は大きく硬い骨板で覆われ、吻（口先）はほとんど突き出ない。体は甲板状の鱗に覆われ、側線を欠く。尾柄部には大型の特徴的な鱗が存在し、浮き袋は大きく馬蹄状をしている。
胸鰭は非常に大きく尾鰭にまで達し、鮮やかな斑紋をもつ。胸鰭は通常は水平に折り畳まれ、28-37本の鰭条のうち内側の5-7本は遊離軟条となる。背鰭は2つあり、前方の2本の棘条は鰭膜をもたず独立する。棘条背鰭前方の遊離棘は長い。背鰭と臀鰭の軟条はそれぞれ8本・6本。腹鰭は胸の位置にあり、1棘4軟条。
成魚の鼻骨は癒合する。前鰓蓋骨に長いトゲをもち、椎骨は22個。前方の3つの椎骨は神経棘をもたず互いに癒合するが、トゲウオ目の仲間にみられる椎骨の癒合とは異なる形質と考えられている。

## 分類
セミホウボウ科にはNelson（2016）の体系において2属7種が認められている。ホシセミホウボウはホシセミホウボウ属 Daicocus として扱われることもある。
本科が単系統群であることは広く支持されているが、他のスズキ系魚類（Percomorph）との関係については多くの議論がある。これまでセミホウボウ科は、眼下骨棚の存在を根拠として伝統的にカサゴ目に含められてきたが、独立のセミホウボウ目 Dactylopteriformes として扱われることも多い。スズキ目キツネアマダイ科との類縁関係を指摘する研究者もあるが、形態学的・分子生物学的に否定的な見解が示されている。2016年では分子的解析に基づき、ヨウジウオ目に分類された。

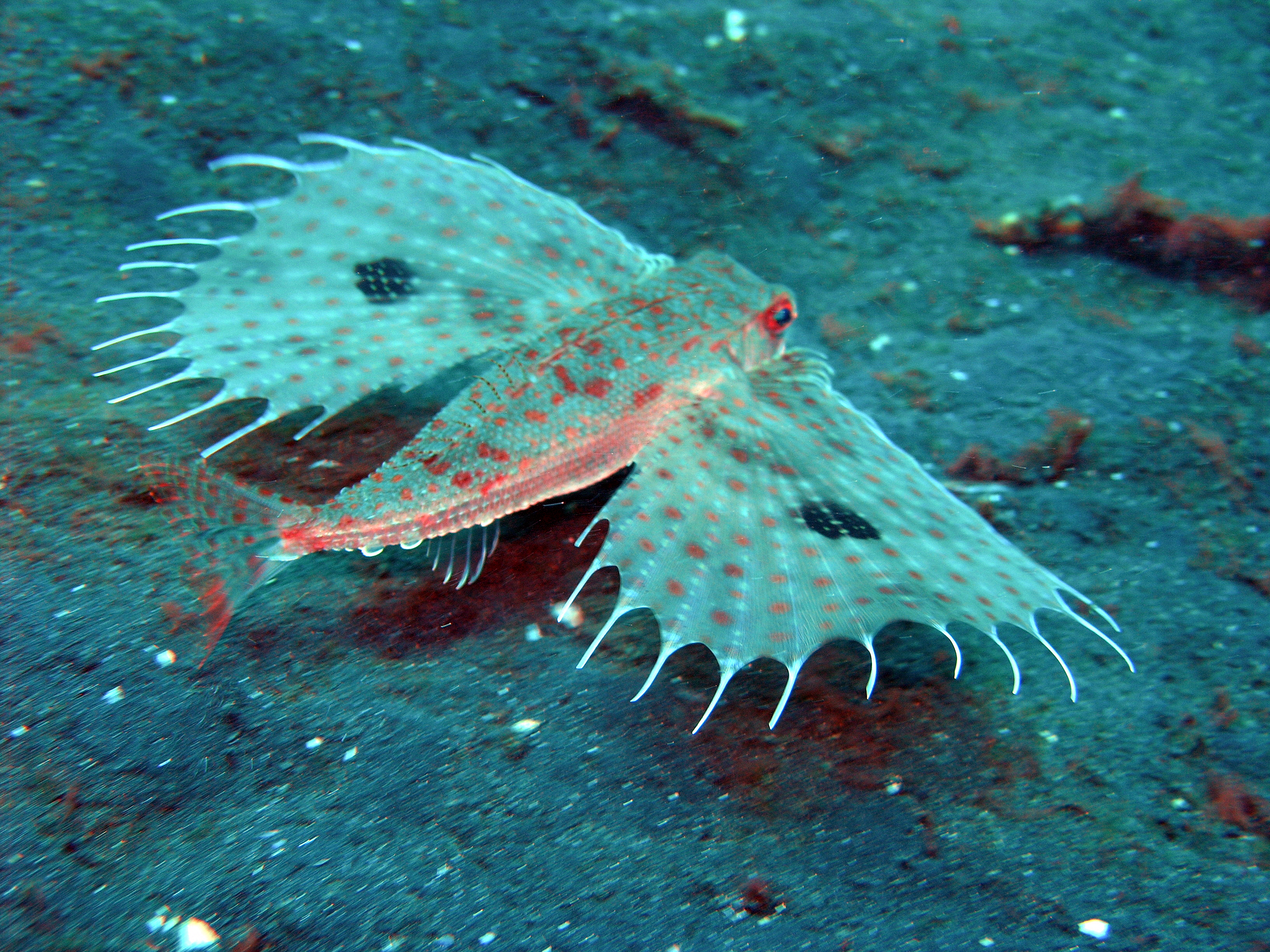
セミホウボウ Dactyloptena orientalis （セミホウボウ属）。日本近海を含むインド太平洋に広く分布する。食用にもなるが、ホウボウほど美味ではない

- セミホウボウ属 Dactyloptena
  - オキセミホウボウ Dactyloptena gilberti
  - セミホウボウ Dactyloptena orientalis
  - トンガリセミホウボウ[6] Dactyloptena tiltoni
  - ホシセミホウボウ Dactyloptena peterseni
  - Dactyloptena macracantha
  - Dactyloptena papilio
- ニシセミホウボウ属 Dactylopterus
  - ニシセミホウボウ Dactylopterus volitans